# Bo Henrik Gustaf Helin
Bo Henrik Gustaf Helin oder Bo Helin (11. September 1910 – 1. November 1962) war ein schwedischer Gutsherr, Händler und Medienunternehmer. Er war Mitinhaber der Zeitschrift Maskulinum und fungierte als stellvertretender Chefredakteur sowie stellvertretender Vorsitzender von Aftonbladet während der Amtszeit von Torsten Kreuger als Eigentümer. Er war der achte Patriarch der Helin-Familie.

## Biografie
Bo Gustaf Henrik Helin war der älteste Sohn von Gustaf Helin und Anna Maria Eklund. Er wurde in „Västra Ryd socken, (Upplands-Bro) Stockholms län“ (auf Deutsch: Pfarrgemeinde Västra Ryd (Gemeinde Upplands-Bro), Provinz Stockholm) geboren, einer Region, die für ihre prächtigen Anwesen und die Unterbringung von Militärregimentern bekannt ist.
Die frühe Kindheit verbrachte Bo Henrik Gustaf Helin auf dem Familienanwesen in der Pfarrgemeinde. Später zog er auf das Familienanwesen Kloster Herrgård (auf Deutsch: Klosterpalast) um. Auf dem Anwesen entwickelte er Interesse an Architektur und erstellte detaillierte Pläne zur Erweiterung der Stallungen des Anwesens sowie anderer Verbesserungen. Im frühen 20. Jahrhundert wurde das Hauptgebäude des Klosters auf Veranlassung von Bo Henrik Gustaf Helin umgebaut. Das Kloster-Anwesen umfasste zu Beginn des 20. Jahrhunderts das gesamte städtische Gebiet von Kloster in der Gemeinde Hedemora.
Die Helin-Familie besaß ein Anwesen auf Östermalm, in der heutigen Villagatan. Bo Helin verbrachte Zeit auf diesem Anwesen und lernte Inga Karin Emilia Engwall (1914–1990) kennen, die auf dem Anwesen von Ivar Kreuger in der Villagatan 13, Östermalm, lebte. Im Jahr 1937 heiratete Bo Henrik Gustaf Helin Inga Karin Emilia Engwall. Inga Engwall war die Tochter von Knut Emil Engwall und die Enkelin von Victor Theodor Engwall.
Im Jahr 1938 wurde Bo Henrik Gustaf Helin zum Redakteur von Aftonbladet ernannt. Der Eigentümer von Aftonbladet, Torsten Kreuger, kannte Helin durch einen gemeinsamen Freund, Ernst Taube. Im Jahr 1941 wurde er zum stellvertretenden Chefredakteur und Mitglied des Unternehmensvorstands befördert. Er arbeitete unter dem Chefredakteur P.G. Peterson. In den 1940er Jahren war er aktiv an der Gründung eines Gewerkschaftsorgans bei Aftonbladet beteiligt. Zu dieser Zeit war sein Cousin, Per Helin, ebenfalls Redakteur bei Aftonbladet.
Er hatte unter anderem eine Freundschaft mit Karl Alfred Gustawsson bei den Nationalarchiven, dessen Briefe Helins Leben behandeln und vom Schwedischen Reichsarchiv archiviert wurden.
Bo Henrik Gustaf Helin war eng befreundet mit dem Schriftsteller Björn von Rosen und dem Kommandanten Pedro Ahlmark. Die drei leiteten Maskulinum, eine monatliche Zeitschrift zu allen Themen, die Männer betrafen. Das Unternehmen veröffentlichte Anzeigen für wohlhabende Gesellschaftsleute und war aus Seide, edlem Papier und marmorierten Schnitten gefertigt.:12 Im Jahr 1943 wurde Helin zum Chefredakteur und Vorsitzenden der Zeitschrift ernannt.>:12 Bertil Almqvist, ein weiterer Freund der drei, war für die Gestaltung und das Layout der Publikationen verantwortlich.
Bo Henrik Gustaf Helin lud Evert Taube zur Mitarbeit in der Zeitschrift ein, und Taube stimmte zu. Es wurden drei gemeinsame Artikel veröffentlicht.:13 Evert Taube und Helin kannten sich bereits vor den Gastbeiträgen, da sie beide Freunde von Paul Toll waren.
Auch Helins Schwager und der ehemalige schwedische Prinz Folke Bernadotte von Wisborg war Gastautor in der Zeitschrift. Er schrieb über die schwedische Schützenbewegung.:13
Weitere Autoren in der Zeitschrift waren der Illustrator Adolf Hallman, der Autor Einar Moberg und der Schriftsteller Harry Martinson.:13